# Maud Coutereels
Maud Coutereels est une joueuse de football belge née le 21 mai 1986 à Sambreville (Belgique) qui joue au Standard de Liège et au LOSC,,.
Elle est aussi internationale belge.

## Palmarès
- Standard de Liège
  - Championnat de Belgique et des Pays-Bas (1) : 2015
  - Championnat de Belgique (7) : 2009, 2011, 2012, 2013, 2014, 2015, 2016
  - Coupe de Belgique (5) : 2006, 2012, 2014, 2023, 2025
  - Super Coupe de Belgique (3) : 2009, 2011, 2012
  - BeNe SuperCup (2) : 2011, 2012

- Lille OSC
  - Championnat de France de Division 2 (1) : 2017

### Bilan
- 18 titres

## Statistiques

### Ligue des Champions
- 2009-2010: 2 matchs
- 2011-2012: 2 matchs
- 2012-2013: 2 matchs, 1 but
- 2013-2014: 2 matchs
- 2014-2015: 3 matchs
- 2015-2016: 2 matchs

## Récompenses individuelles
- Étoile du football : 2009
- Mérite sportif individuel féminin de la Ville de Liège
- Mérite sportif individuel féminin de Jemeppe-sur-Sambre : 2009 - 2018
- Prix du Public Mérite sportif de Jemeppe-sur-Sambre : 2017